# Château de la Drugeotterie
Le Château de la Drugeotterie est un château français situé à Entrammes, dans le département de la Mayenne et la région des Pays de la Loire. Il est situé à 500 mètres à l'Ouest du bourg, sur la rive droite de la Jouanne.

## Histoire
Le château, construit au commencement du siècle par François Labouré, a été environné d'un joli parc, de serres, de pièces d'eau, par Louis-Julien Morin de la Beauluère. La bibliothèque de la Drugeotterie formée par ses soins, était en manuscrits et en ouvrages rares, la plus précieuse collection pour l'histoire locale. 
La position de la Drugeotterie, occupée par l'artillerie vendéenne, lors de la Bataille d'Entrammes, le 27 octobre 1793, décida du succès de la journée. 
Furent sieurs de la Drugeotterie : 
- François Mauclerc, mari de Charlotte Couanier, qui y assignent le titre sacerdotal de leur fils François, 1680
- René Meignan fait exponse du moulin et d'une closerie pour se décharger d'une rente de 90 ₶, en 1714.
- René Bécher et André Bécher, 1724
- Henri Brou acquiert un lieu censif à la Drujotterie, 1734.
- Jean Logeais, 1737[1].

Deux meules romaines en granit ont été trouvées dans le lit de la Jouanne, en face du château.

## Sources et bibliographie
- « Château de la Drugeotterie », dans Alphonse-Victor Angot et Ferdinand Gaugain, Dictionnaire historique, topographique et biographique de la Mayenne, Laval, A. Goupil, 1900-1910 [détail des éditions] (BNF 34106789, présentation en ligne)